# Throwdown (Glee)
Throwdown, el séptimo episodio de la primera temporada de Glee, fue estrenado el 14 de octubre de 2009. Dirigido por Ryan Murphy y escrito por Brad Falchuk, muestra el enfrentamiento entre Will Schuester (Matthew Morrison) y Sue Sylvester (Jane Lynch) por el centro del club Glee.
El episodio contó con cinco canciones, cuatro de las cuales figuran en el álbum debut Glee: The Music, Volume 1. "Throwdown" fue seguido por 7.65 millones de espectadores estadounidenses. La historia del embarazo fue criticada tanto por Ken Tucker de Entertainment Weekly como por Shawna Malcom del Los Angeles Times. Raymund Flandez de The Wall Street Journal no se dejó impresionar por la interpretación solista de Quinn «You Keep Me Hangin' On", aunque el rendimiento del grupo de Keep Holding On fue generalmente mejor recibido por los críticos. Raymund Flandez de The Wall Street Journal y Liz Pardue de Zap2it comentaron que el personaje de Lynch tuvo una actuación digna de un Emmy.

## Trama
El episodio comienza con Sue Sylvester y Will Schuester en una acalorada discusión en cámara lenta. Luego nos enteramos que el origen de esto comenzó unos días atrás cuando los dos codirectores se encontraron en la oficina de Figgins.
Ambos reportan a Figgins que la codirección del Club Glee funciona de maravillas y no podría ir mejor. Nos enteramos que algunos de los chicos están disgustados con Will porque él no selecciona canciones modernas y de música urbana. Las Cheerios le informan de esto a Sue, quien ve esta situación como una oportunidad para separar al club. Will y Sue dirigirán cada uno una canción para la competencia de seccionales que se acerca. Cuando Figgins los hace abrazarse, podemos ver que en realidad no se soportan el uno al otro.
Quinn se hace una ecografía y se entera de que tendrá una niña. Quinn aún planea dar a la bebé en adopción, y Finn se muestra disgustado ya que no parece tener ningún control sobre la estresante situación. Cuando Jacob Israel (Josh Sussman) amenaza con hacer pública la noticia de que Quinn está embarazada, Rachel le ofrece lo que él quiera, cualquier cosa, para evitar que publique eso.
Con la intención de dejar a Will como alguien racialmente insensible, Sue se lleva con ella a los que ella considera que son minoría: Artie (Kevin Mchale), Tina (Jenna Ushkowitz), Kurt (Chris Colfer), Mercedes (Amber Riley), Santana (Naya Rivera), Mike (Harry Shum, Jr.) y Matt (Dijon Dalton); dejando a Will con Finn (Cory Monteith), Rachel (Lea Michele), Quinn (Dianna Agron), Puck (Mark Salling) y Brittany (Heather Morris).
Will le dice a Terri que está cansado de no poder involucrarse en los asuntos que tienen que ver con su hijo aún no nacido, y le dice que la acompañará en su próxima visita al obstetra. Rachel le cuenta a Finn lo que hizo para protegerlo a él y a Quinn. Ella le tuvo que dar a Jacob una prenda de su ropa interior, aunque luego viene Jacob y le dice que lo que buscaba no era una bombacha que aún tuviera la etiqueta. Sue deja que los chicos que eligió canten la canción de Jill Scott "Hate on Me". Luego del ensayo, Will confronta a Sue en el pasillo y le pide explicaciones sobre el saboteo que le hizo a sus prácticas (como quitar el piano, destruir las partituras, etc). Sue confiesa que ella trata destruirlo a él y al Club de Coro.
En la casa de Will y Terri, ella le sugiere a Will que se ponga "sucio" en su pelea contra Sue. Al día siguiente, Sue se entera de que la mayoría de sus animadoras no son aptas académicamente porque reprobaron el examen de español de Will. En otro encuentro con Figgins, nos enteramos que las Cheerios son horribles estudiantes y que deberían haber estado reprobando español desde hace años. Figgins se pone del lado de Will. Finn sugiere un nombre (Llovizna) para el bebé. Quinn piensa que es un insensible por querer nombrar a un bebé que darán en adopción. Él le dice que desearía que fuera más como Rachel. Ella le advierte que ni se le ocurra engañarla con Rachel.
Los chicos del club vuelven a juntarse y cantan juntos. Durante el tiempo que están con Will, él les da su nueva canción: Rachel y Finn harán un dúo de "No Air." Previamente dirigidos por Sue, Quinn se queja de que el resto de su grupo es designado a limitarse a estar en el fondo durante las presentaciones, sin hacer prácticamente nada, como si fueran parte de la escenografía. Esto causa que todos, excepto tres cantantes, se vayan del grupo de Will y se pasen al lado de Sue.
Will le dice a Terri que ha pedido una cita con el obstetra, el Dr. Wu, para el viernes. Sue le dice a Will que le devolverá a sus cantantes si el aprueba a sus porristas, Will se niega. Kendra y Terri amenazan al Dr. Wu frívolamente con hacerle una demanda legal si no ayuda a Terri a seguir fingiendo su embarazo.
Quinn le dice Rachel que se mantenga alejada de su novio, Finn. Rachel confronta a Quinn por estar del lado de Sue y le advierte que Sue no estará ahí para apoyarla cuando la noticia de su embarazo salga a la luz. Esto conduce a Quinn y las Cheerios a interpretar la canción "Keep holding on". Rachel, Finn y Quinn ensayan frente a Sue y el resto del Club de Coro. Cuando Sue se dispone a irse, es en ese momento que comienza la gran discusión que vemos al principio del episodio. El resultado de esto es que todos los chicos se vayan de la sala.
En la falsa ecografía, Wu pretende decir que Will y Terri tendrán una niña. Will se emociona al ver las imágenes de su bebé. Terri se acerca a Will para darle un beso y le dice que: "sin importar lo que pase, quiero que recuerdes este momento y que nos amamos el uno al otro". Sue accede a devolverle el control del Glee Club a Will. Will le dice a los chicos que todos son minorías en algún sentido. Sue entra y revela que sabe que Quinn está embarazada y la echa de las Cheerios. Sue obliga a Jacob a publicar la noticia luego de encontrar ropa interior de Rachel en su casillero. Quinn escucha todo esto. Al final, los chicos del Club Glee interpretan la canción de Avril Lavigne "Keep holding on" para apoyar a Quinn.

## Producción
Throwdown fue escrito por Brad Falchuck y dirigido por Ryan Murphy. Ammy Hill aparece como actriz invitada en el episodio el director Figgins (Iqbal Theba), el Dr. Wu (Ken Choi), el reportero Jacob Ben Israel, y los miembros del club glee Santana Lopez , Brittany Pierce, Matt Rutherford y Mike Chang.
«Hate On Me», «No Air», «You Keep Me Hangin' On» y «Keep holding on» fueron lanzados como descarga digital. También fueron incluidas en la banda sonora Glee: The Music, Volume 1. «No Air» alcanzó el puesto 52 en Australia y en Estados Unidos y Canadá la canción llegó al puesto 65, mientras que «Keep holding on» alcanzó el puesto 56 en Australia y Estados Unidos y 58 en Canadá. «Ride with Me» fue grabado en vivo en el episodio según Shum, Jr, Murphy «quería conseguir la sensación fresca,y el canto impulsivo en el momento.»

## Recepción

### Audiencia
«Throwdown» fue seguido por 7.65 millones de espectadores estadounidenses obtuvo una cuota en pantalla de 3.4/9 en el demográfico de 18-49 En Canadá logró ser el programa veintigesimo-secto más visto de la semana fue seguido por 1.4 millones de espectadores canadienses.

### Críticas

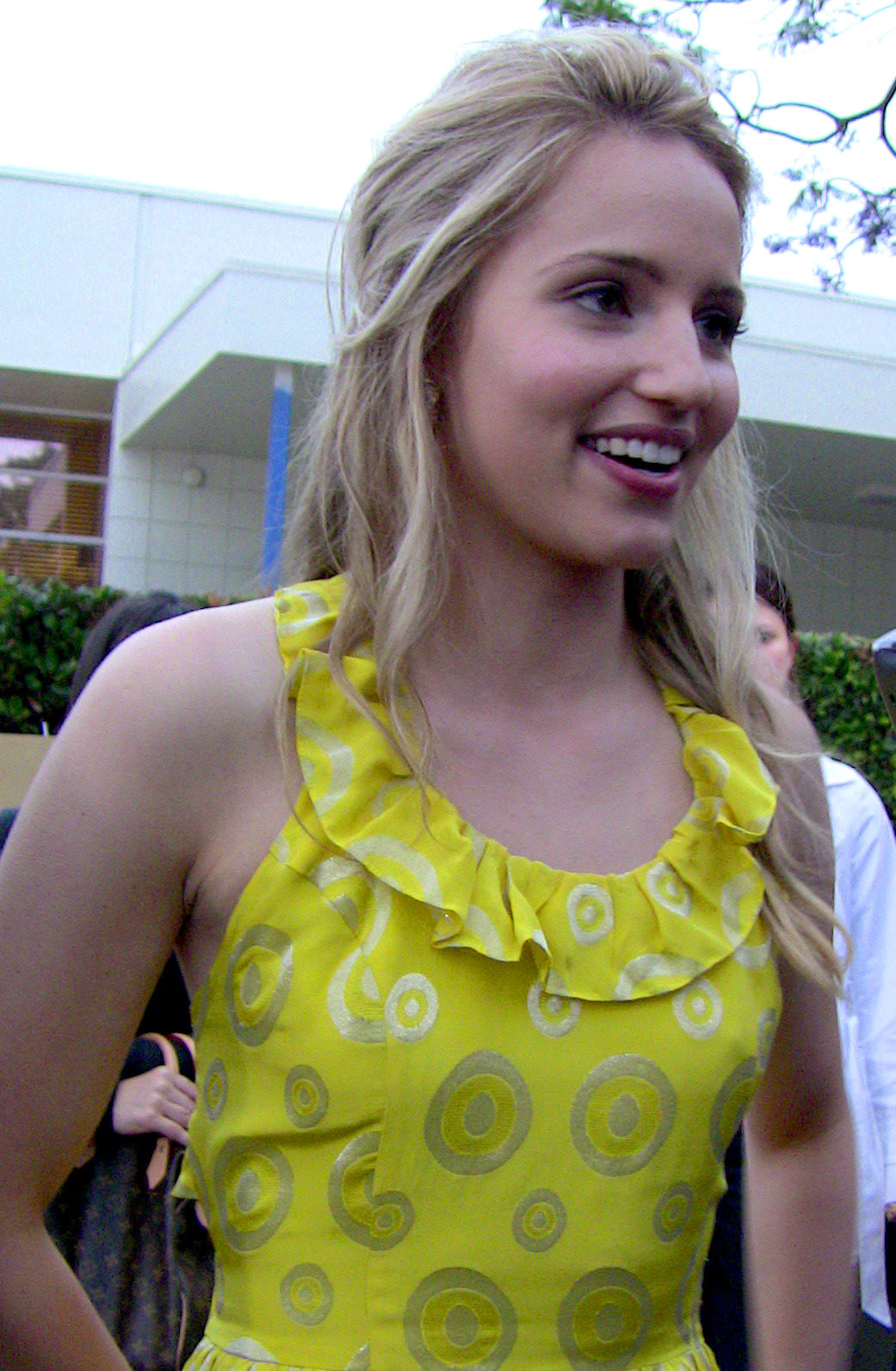
Dianna Agron interpretó "You Keep Me Hangin' On" fue criticada por Raymund Flandez de The Wall Street Journal.

Michael Mike Hale de New York Times comento, los estudiantes están en un musical bastante bueno, y los adultos que se encuentran en una comedia dramática por debajo de la drama-media. Wendy Mitchell de Entertainment Weekly escribió "bienvenida luz animada" Shawna Malcom de Los Angeles Times crítica al episodio por las escenas obscenas. Eric Goldman del IGN lo calificó al episodio de 8.8/10, y criticó que el capítulo fue "demasiado serio", pero comentó que se trataba de un "gran ejemplo" de Glee el mensaje a favor de la integración.
Raymund Flandez de The Wall Street Journal y Liz Pardue de Zap2it comentaron que el personaje de Lynch tuvo una actuación digna de un Emmy. El escritor de Entertainment Weekly, Ken Tucker, lo calificó como «el gran musical de Brooadway en decaída determinado por una actriz de reparto en una serie de televisión» y también comentó «posiblemente, el mejor escaparate hasta la fecha para Jane Lynch», mientras que Malcolm elogió la interacción entre Lynch y Morrison el escribió que sus escenas «chispeaban con ingenio electrificante». La trama sobre el embarazo atrajo fue recibida de forma positiva por Tucker opinó que «casi dió el saltó con un episodio por lo demás magnífico». Malcolm también criticó la historia, pidiendo que si «por favor,la podían quitar ya» y expresando que estaba perdiendo la paciencia con ella.
Las actuaciones musicales han recibido críticas mixtas. Flandez consideró la interpretación de «Keep Holding On», una «sencion emocional y satisfactoria», sin embargo, fue crítico con la interpretación de Quinn de «You Keep Me Hangin On», que él lo llamó «pesado y discordante». Mitchell disfruto del dueto «No Air», sin embargo sentía que sería bueno ver a los personajes, además de Finn y Rachel se toman el protagonismo en la mayoría de las canciones, En su reseña de las actuaciones musicales de la serie para Los Angeles Times del 21 de octubre de 2009, Denise Martin clasificó a «Hate on me» como la cuarta mejor actuación hasta la fecha y escribió que Riley «la impresionó mucho». Aly Semigran, de MTV, observó que cuando Quinn inició el cantó espontáneo en Glee, situó a la serie en un «territorio peligrosamente cercano a High School Musical».